# Schloss Münchenwiler

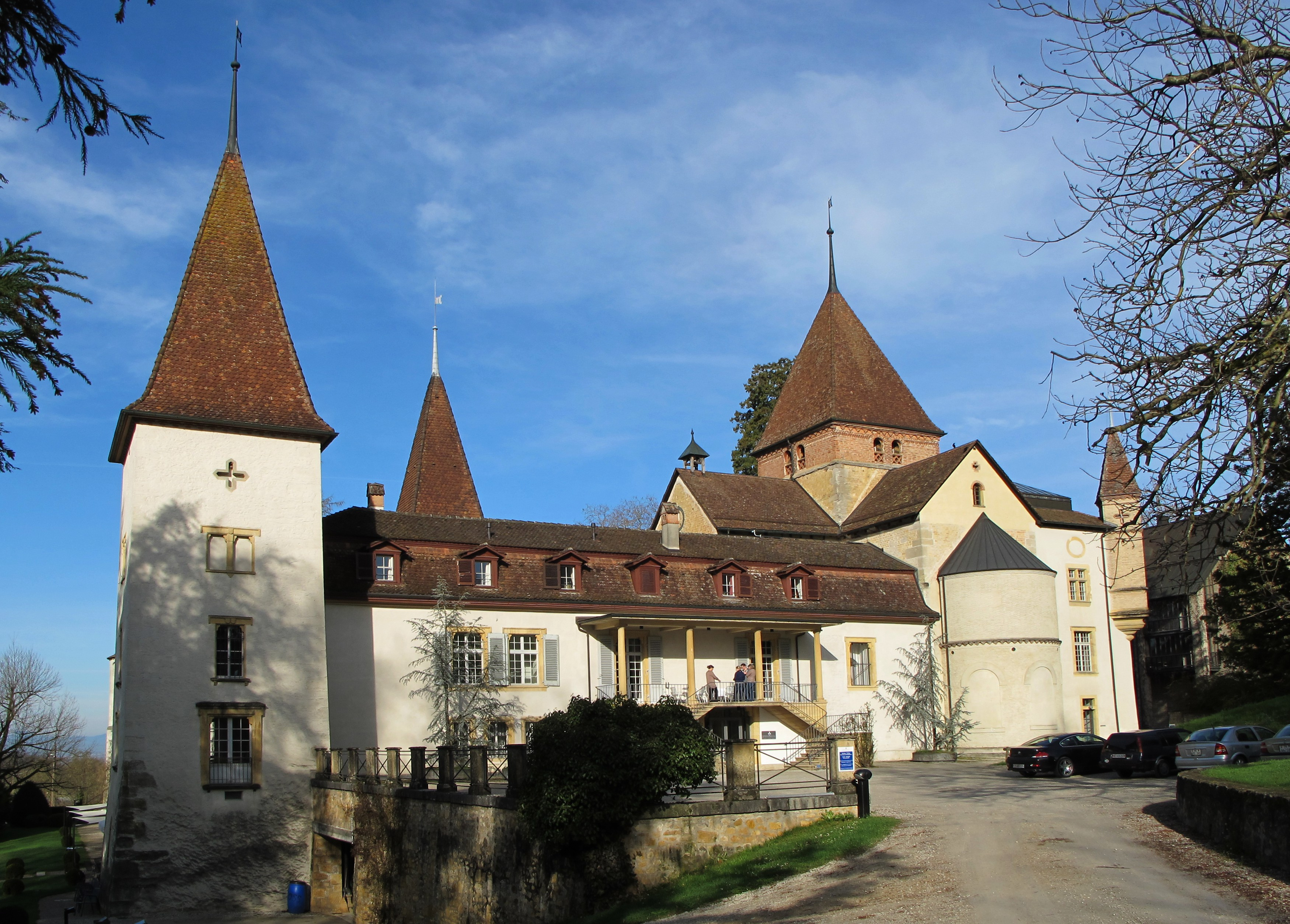
Schloss Münchenwiler (2011)

Das Schloss Münchenwiler ist ein aus dem Ende des Mittelalters in der Übergangsphase zur Neuzeit errichtetes Schloss in der Gemeinde Münchenwiler im Kanton Bern in der Schweiz.
Es steht an der Stelle eines im 12. Jahrhundert errichteten Cluniazenserklosters, das 1448 in den Kriegen mit den Savoyern stark beschädigt, danach aber wiederhergestellt wurde und 1484 in den Besitz des nach dem Heiligen Vinzenz benannten Stiftes am Berner Münster kam. Nach der Einführung der Reformation im Jahre 1528 wurde das Kloster aufgehoben und 1535 an den Berner Schultheissen Hans Jakob von Wattenwyl-de Chauvirey (1506–1560) verkauft. Die Familie von Wattenwyl liess das Kloster in Teilen abbrechen und aus dessen Steinen etwa zwischen 1553 und 1557, wie mehrfach eingehauene Jahreszahlen beweisen, zu einem Schlossensemble umbauen, das an den vier Ecken je mit einem Turm befestigt war. 1668 ging es an die Familie von Graffenried über und blieb in deren Besitz bis 1932. Dionys von Graffenried (1815–1886) liess den Südflügel im klassizistischen Stil umbauen und errichtete, nachdem er seiner Frau zuliebe von der Reformierten zur Römisch-katholischen Kirche übergetreten war, eine Schlosskapelle mit Apsis.
Ab 1956 wurde das Schloss von der Volkshochschule Bern gepachtet und als Weiterbildungszentrum betrieben. Von 1986 bis 1990 liess es der Kanton renovieren, und 2001 wurde der Betrieb zum Parkhotel Schloss Münchenwiler.
Am 4. September 2023 gab der Kanton Bern bekannt, das Schloss im Baurecht veräussern zu wollen.